# MICEX-RTS

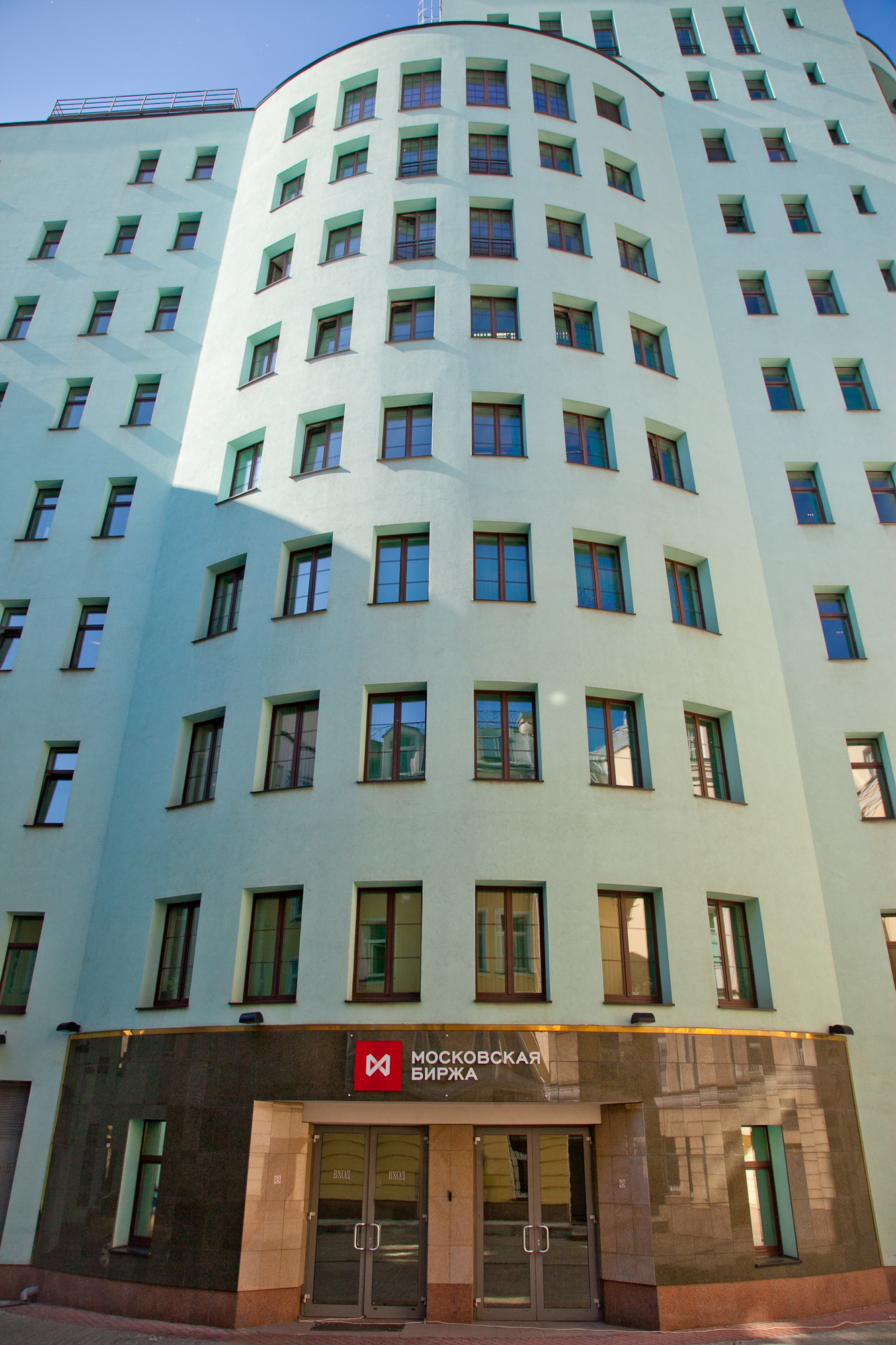
Das Hauptgebäude der Moskauer Börse

Die MICEX-RTS (englisch: Moscow Exchange - MOEX, russisch ОАО Московская Биржа, transkribiert OAO Moskowskaja Birscha) ist die russische Börse in Moskau.
Am 19. Dezember 2011 nahm die neue Börse MICEX-RTS ihren Dienst auf. Ihre Vorgänger waren das Russian Trading System und die MICEX, die 2011 fusionierten. Geleitet wird die Börse gegenwärtig von Yuri Denisov. Das Unternehmen ist im RTS-Index gelistet.
Der Handel an der MICEX-RTS ist seit dem 28. Februar 2022 nach der Ankündigung des russischen Überfalls auf die Ukraine und der darauf folgenden Finanzkrise innerhalb Russlands weitgehend geschlossen. 

## Indizes
Die Börse berechnet und veröffentlicht mehrere Aktienindizes; die beiden bedeutendsten sind:
- RTS-Index (Index-Symbol: RTSI)
- MOEX Russia Index (Index-Symbol: IMOEX)